# Artavaside II
Artavaside II d'Armenia (armeno: Արտավազդ Երկրորդ; ... – 31 a.C.) è stato un sovrano della dinastia artasside e regnò in Armenia dal 53 a.C. al 34 a.C.
Figlio e successore di Tigrane II, la figura di questo sovrano armeno è molto controversa, a causa dei suoi repentini cambi di fronte, ma la sua indecisione in campo politico fu compensata dalle qualità intellettuali: fu infatti molto istruito e autore di tragedie greche e di altre opere letterarie (Plutarco,Vita di Crasso).

## Tra Roma ed i Parti
Il regno di Artavaside II è segnato da una fase discendente del regno d'Armenia. Dopo i fasti e le grandi conquiste di Tigrane II il Grande, il regno armeno si trovò a fungere da campo di battaglia nella contesa tra l'espansionismo di Roma e quello dei Parti. 
La fase iniziale del suo regno fu condotta insieme a suo padre, il quale morì nel 55 a.C., lasciando una nazione divisa internamente tra i sostenitori dei Romani e dei Parti, ed un erede incapace di prendere una posizione precisa a favore di una o dell'altra parte.
Quando Marco Licinio Crasso, in qualità di governatore della Siria intraprese una campagna contro i Parti nel 53 a.C., Artavaside si proclamò alleato di Roma e offrì un contingente di 6.000 cavalieri oltre al permesso di attraversare il territorio armeno all'esercito romano. Tuttavia Crasso rifiutò l'offerta e preferì attaccare l'esercito dei Parti attraversando la Mesopotamia. Quando i Romani vennero massacrati nella battaglia di Carre, una delle sconfitte più pesanti inflitte ai Romani, e Crasso stesso perse la vita, Artavaside cambiò repentinamente fronte e si unì al vincitore: Orode II, re dei Parti.
La nuova alleanza fu rafforzata con il matrimonio tra la sorella di Artavaside e il figlio di Orode, Pacoro.
Poiché Roma era in quel momento tormentata dalla guerra civile, non poté garantire le opportune difese alla Siria che venne invasa nel 51 a.C. dalle forze congiunte di Parti ed Armeni che rimasero nella regione per ben quindici anni.

## Alleato e ostaggio di Marco Antonio
Quando Marco Antonio divenne governatore della parte orientale dell'Impero Romano, i suoi luogotenenti prima e lui stesso poi, scacciarono dalla Siria i Parti ed i loro alleati Armeni. Fu allora che Artavaside cambiò nuovamente alleato offrendo ai Romani delle truppe ausiliarie e invitandoli ad attraversare il suo regno per invadere i Parti. Questa volta Marco Antonio seguì l'invito del re armeno ed evitò il deserto della Mesopotamia, e marciò su Ecbatana e Ctesifonte con l'intenzione di colpire al cuore l'impero Parto. Quando nel 36 a.C., Marco Antonio subì una pesante sconfitta per conto dei Parti, perdendo 80.000 uomini nella ritirata verso il confine armeno, sospettò di essere stato tradito da Artavaside.
La sua vendetta fu elaborata, due anni dopo, convinse con l'inganno il re armeno ad incontrarlo per chiedergli la mano di sua figlia per combinare un matrimonio con il figlio avuto da Cleopatra d'Egitto. Quando i due si incontrarono a Nicopoli, Artavaside venne catturato insieme ai suoi familiari, legato con catene d'oro e condotto in Egitto al cospetto di Cleopatra, mentre l'Armenia veniva invasa e soggiogata al Regno tolemaico d'Egitto.

## Una triste fine
Il monarca venne esposto in un trionfo in onore di Marco Antonio ad Alessandria, e divenne presto oltre che un fastidio, una minaccia per la regina d'Egitto che intendeva porre sul trono d'Armenia suo figlio Alessandro Elio, oltre che impossessarsi del tesoro reale.
Alla sua morte, i nobili armeni elessero al trono suo figlio maggiore Artaxias, che prese il nome di Artaxias II, mentre Alessandro (il regnante designato da Marco Antonio quale re dei Parti, dei Medi e degli Armeni), non vide mai il trono anche a causa dell'opposizione dei Parti.